# Cyril V. Jackson
Cyril V. Jackson (Ossett, 5 dicembre 1903 – febbraio 1988) è stato un astronomo sudafricano.

## Biografia
Nacque nello Yorkshire, in Inghilterra, ma suo padre emigrò in Sudafrica nel 1911.
Lavorò presso all'Osservatorio dell'Unione (noto in precedenza come Osservatorio del Transvaal ed in seguito come Osservatorio della Repubblica) a Johannesburg dal 1928 al 1947. In seguito divenne direttore dello Yale's Columbia Southern Observatory, sempre a Johannesburg. A causa dell'inquinamento luminoso questo osservatorio fu demolito nel 1951, e Jackson supervisionò il trasferimento del telescopio presso l'Osservatorio di Mount Stromlo, in Australia.
Qui lavorò dal 1957 fino al 1963. In quell'anno, Yale riaprì il suo osservatorio australe presso El Leoncito, in Argentina, dove Jackson si trasferì come direttore, e dove rimase fino al suo pensionamento, nel 1966.
Scoprì o coscoprì tre comete comete, le comete periodiche 47P/Ashbrook-Jackson e 58P/Jackson-Neujmin e la cometa non periodica C/1935 M1 Jackson. Fu anche lo scopritore di parecchi asteroidi nella prima parte della sua carriera presso l'Osservatorio dell'Unione.

## Riconoscimenti
Nel 1936 gli è stata assegnata la 159° Medaglia Donohoe .
Gli è stato dedicato un asteroide, 2193 Jackson.

## Asteroidi scoperti
| Asteroide     | Data della scoperta | Coscopritore |
| ------------- | ------------------- | ------------ |
| 1116 Catriona | 5 aprile 1929       |              |
| 1186 Turnera  | 1º agosto 1929      |              |
| 1193 Africa   | 24 aprile 1931      |              |
| 1194 Aletta   | 13 maggio 1931      |              |
| 1195 Orangia  | 24 maggio 1931      |              |
| 1196 Sheba    | 21 maggio 1931      |              |
| 1197 Rhodesia | 9 giugno 1931       |              |
| 1242 Zambesia | 28 aprile 1932      |              |
| 1243 Pamela   | 7 maggio 1932       |              |
| 1244 Deira    | 25 maggio 1932      |              |
| 1245 Calvinia | 26 maggio 1932      |              |
| 1246 Chaka    | 23 luglio 1932      |              |
| 1248 Jugurtha | 1º settembre 1932   |              |
| 1264 Letaba   | 21 aprile 1933      |              |
| 1268 Libya    | 29 aprile 1930      |              |
| 1278 Kenya    | 15 giugno 1933      |              |
| 1279 Uganda   | 15 giugno 1933      |              |
| 1282 Utopia   | 17 agosto 1933      |              |
| 1318 Nerina   | 24 marzo 1934       |              |
| 1319 Disa     | 19 marzo 1934       |              |
| 1320 Impala   | 13 maggio 1934      |              |
| 1321 Majuba   | 7 maggio 1934       |              |
| 1323 Tugela   | 19 maggio 1934      |              |
| 1324 Knysna   | 15 giugno 1934      |              |
| 1325 Inanda   | 14 luglio 1934      |              |
| 1326 Losaka   | 14 luglio 1934      |              |
| 1327 Namaqua  | 7 settembre 1934    |              |
| 1349 Bechuana | 13 giugno 1934      |              |
| 1354 Botha    | 3 aprile 1935       |              |
| 1355 Magoeba  | 30 aprile 1935      |              |
| 1356 Nyanza   | 3 maggio 1935       |              |
| 1357 Khama    | 2 luglio 1935       |              |
| 1358 Gaika    | 21 luglio 1935      |              |
| 1359 Prieska  | 22 luglio 1935      |              |
| 1360 Tarka    | 22 luglio 1935      |              |
| 1362 Griqua   | 31 luglio 1935      |              |

| 1367 Nongoma   | 3 luglio 1934     |                  |
| 1368 Numidia   | 30 aprile 1935    |                  |
| 1393 Sofala    | 25 maggio 1936    |                  |
| 1394 Algoa     | 12 giugno 1936    |                  |
| 1396 Outeniqua | 9 agosto 1936     |                  |
| 1397 Umtata    | 9 agosto 1936     |                  |
| 1427 Ruvuma    | 16 maggio 1937    |                  |
| 1428 Mombasa   | 5 luglio 1937     |                  |
| 1429 Pemba     | 2 luglio 1937     |                  |
| 1430 Somalia   | 5 luglio 1937     |                  |
| 1431 Luanda    | 29 luglio 1937    |                  |
| 1432 Ethiopia  | 1º agosto 1937    |                  |
| 1456 Saldanha  | 2 luglio 1937     |                  |
| 1467 Mashona   | 30 luglio 1938    |                  |
| 1468 Zomba     | 23 luglio 1938    |                  |
| 1474 Beira     | 20 agosto 1935    |                  |
| 1490 Limpopo   | 14 giugno 1936    |                  |
| 1505 Koranna   | 21 aprile 1939    |                  |
| 1506 Xosa      | 15 maggio 1939    |                  |
| 1595 Tanga     | 19 giugno 1930    | Harry Edwin Wood |
| 1634 Ndola     | 19 agosto 1935    |                  |
| 1638 Ruanda    | 3 maggio 1935     |                  |
| 1641 Tana      | 25 luglio 1935    |                  |
| 1676 Kariba    | 15 giugno 1939    |                  |
| 1712 Angola    | 28 maggio 1935    |                  |
| 1784 Benguella | 30 giugno 1935    |                  |
| 1816 Liberia   | 29 gennaio 1936   |                  |
| 1817 Katanga   | 20 giugno 1939    |                  |
| 1948 Kampala   | 3 aprile 1935     |                  |
| 1949 Messina   | 8 luglio 1936     |                  |
| 2066 Palala    | 4 giugno 1934     |                  |
| 2825 Crosby    | 19 settembre 1938 |                  |
| 2865 Laurel    | 31 luglio 1935    |                  |
| 3768 Monroe    | 5 settembre 1937  |                  |
| (5452) 1937 NN | 5 luglio 1937     |                  |
| 7102 Neilbone  | 12 luglio 1936    |                  |